# Modern English
Modern English es un grupo inglés de música rock alternativo recordado por el éxito "I Melt With You" de 1982.

## Historia
El grupo se formó en Colchester, Essex, Inglaterra en 1979 con Robbie Grey, Gary McDowell y Michael Conroy originalmente con el nombre "The Lepers". Se convirtieron en "Modern English" posteriormente con la llegada de Richard Brown y Stephen Walker a los que finalmente se unirían Ted Mason y Matthew Shippley.
En 1980 lanzaron el sencillo "Drowning Man" con el sello Limp Records y un año después un disco llamado Mesh & Lacecon 4AD Records que presentaba un sonido de clara inspiración en el rock de grupos como Joy Division. 
Su siguiente álbum After The Snow de agosto de 1982 presenta armonías de guitarra más elaboradas principalmente en el éxito "I Melt with You". En Estados Unidos vendió 500.000 copias lo que los llevó a trasladarse a New York para consolidar su popularidad. Su siguiente álbum llamado Ricochet Days tenía un mayor nivel de producción y produjo éxitos como "Ricochet Days" y "Hands Across the Sea". 
Para la época del lanzamiento de Stop Start en el año 1986, Walker y Brown habían dejado el grupo, al que llegó Aaron Davidson. El grupo comenzó a tener demasiada presión por parte de sus productores a tener gran éxito comercial y finalmente eso llevó a que Grey decidiera volver a Inglaterra a formar una nueva banda en 1990 con Davidson y Conroy.
De esta etapa es la canción Pillow Lips que llegó a vender 300.000 copias en el sello TVT. Robie Grey y Ted Mason escribieron y produjeron otra canción para TVT que fue acogida con frialdad por parte de la discográfica. Atrapados en obligaciones contractuales con TVT, Grey decidió suspender temporalmente la banda y dedicarse a viajar mientras Mason coordinaba los esfuerzos legales para salir del contrato.
En 1995, Modern English grabó Everything's Mad sin Grey quien se había dedicado a hacer giras por los Estados Unidos . En 2007 se reeditó el álbum con el sello Mi5 de EMI.

## Discografía

### Álbumes
- Mesh and Lace (1981)
- After the Snow (1982)
- Ricochet Days (1984)
- Stop Start (1986)
- Pillow Lips (1990)
- Everything Is Mad (1996)
- Everything Is Mad (remaster)(2007)
- Take Me to the Trees {2017)